# Iglesia de la Asunción (Alacuás)
La Iglesia parroquial de la Asunción es un templo católico situado en la plaza de la Iglesia, en el municipio de Alacuás (Valencia) España. Es Bien de Relevancia Local con identificador número 46.14.005-001.

## Historia
Fue erigida en parroquia en 1540. El templo se construyó en el siglo XVI.
Los pobladores hispanomusulmanes que había en Alacuás habían construido su mezquita en el lugar que ocupa la iglesia parroquial. Al ser bautizados la cedieron para templo católico, el cual quedó bajo la advocación de San Pedro Apóstol. En el arreglo parroquial de la diócesis de 1576 el beato Juan de Ribera mandó ponerla bajo el título de Nuestra Señora de la Asunción.
La iglesia comenzó a construirse en 1694. Las obras fueron costeadas por los vecinos y el señor de la villa.

## Descripción
El templo es de una sola nave sin media naranja y su arquitectura pertenece al estilo churrigueresco, si bien mucha decoración desapareció con la restauración de 1877. Tiene dos puertas de entrada. La situada frente al altar mayor carece de frontispicio y decoración, ya que está frente al palacio de los señores territoriales y estos hicieron construir un arco uniendo el palacio y la iglesia, de forma que podían oír misa sin necesidad de salir a la calle y confundirse con los plebeyos. La otra puerta, de adornos muy sencillos, se encuentra al lado del evangelio.